# Bud Abbott
William Alexander „Bud” Abbott (Asbury Park, New Jersey, 1897. október 2. – Woodland Hills, Kalifornia, 1974. április 24.) amerikai színész, komikus, producer, akit leginkább az Abbott and Costello duo előadásai tettek emlékezetessé, melyben Lou Costello volt a partnere.

## Fiatalkora
1897. október 2-án született Asbury Parkban, egy szórakoztatóipari családban. Szülei, Rae Fisher és Harry Abbott a Barnum and Bailey cirkusznál ismerkedtek meg munka közben. Rae német zsidó származású akrobata lovas volt, Harry pedig árusítóként és takarmánybeszerzőként dolgozott. A házaspár négy gyermeke közül a harmadik volt. Amikor még kisgyermek volt, a család Harlembe költözött, majd Brooklyn Coney Island nevű részébe, ahol apja hosszú ideig a Columbia Burlesque Wheel nevű társulat előfutáraként dolgozott.
A nyári időszakban, amikor a burleszk szünetelt, az apja a Coney Island-i Dreamland Parkban dolgozott. Bud általános iskolából kimaradt, hogy a parkban dolgozhasson. Tizenévesen kabinfiúként jelentkezett egy norvég gőzhajóra, de hamarosan szénlapátolásra kényszerült. Egy évvel később végül visszajutott az Egyesült Államokba.

## Pályafutása
Késői tinédzseréveiben a brooklyni Casino Theatre jegypénztárában kezdett dolgozni, ez egy burleszk színház volt a Columbia körzetben. A következő éveket különböző burleszkpénztárakban töltötte, és végül pénztárnoki pozícióig jutott. 1918-ban, miközben Washingtonban dolgozott, megismerkedett Jenny Mae Pratt-tel (1902–1981), egy burleszktáncosnővel és komikával, aki Betty Smith művésznéven lépett fel. Még ugyanabban az évben összeházasodtak, és 55 évig, Abbott haláláig együtt maradtak. Betty a Columbia társulatnál lépett fel, míg Bud többnyire a háttérben maradt. 1923-ban egy olcsó vaudeville turnét produkált Broadway Flashes címmel, amely a kisebb Gus Sun körzetben utazott. Abbott maga is fellépett az előadásban mint komikus társa, miután már nem tudott fizetni egy másik előadónak erre a szerepre. Továbbra is producerként és előadóként dolgozott a Mutual Burlesque társulatnál, és ahogy nőtt a hírneve, egyre gyakrabban dolgozott tapasztalt komikusokkal, mint például Harry Steppe és Harry Evanson.
Az 1930-as évek elején találkozott Lou Costelloval, amikor Minsky burleszkelőadásait producerelte és maga is fellépett New Yorkban, míg Costello feltörekvő komikus volt. Először 1935-ben dolgoztak együtt a 42. utcai Eltinge Theatre-ben, miután Costello állandó partnere megbetegedett, és szükség volt valakire a helyére. Hivatalosan 1936-tól alkottak párost, és együtt léptek fel burleszkben, minstrel show-kban, a vaudeville maradványaiban és színházi előadásokban.
1938-ban országos ismertségre tettek szert, amikor rendszeresen szerepeltek a Kate Smith Hour című rádióműsorban. Ez vezetett egy Broadway-musical szerepéhez is, a The Streets of Parishoz 1939-ben. 1940-ben a Universal leszerződtette őket első filmjükre, a One Night in the Tropicsra. Bár a filmben kisebb szerepeket játszottak, Abbott és Costello ellopták a show-t több klasszikus jelenetükkel, köztük a „Who’s on First?” rövidített változatával. A siker nyomán a Universal kétéves szerződést kötött velük, és az első film, az Újoncok (1941) hatalmas kasszasiker lett, ami hosszú távú együttműködéshez vezetett a stúdióval.
Arthur Lubin, aki a páros első öt főszerepléses filmjét rendezte, később így nyilatkozott: „Szerintem sosem volt jobb komolyabb partner a szakmában, mint Bud Abbott. Lou gyakran eltért a forgatókönyvtől – mert annyira tehetséges volt rögtönzésben – és Bud mindig visszaterelte a jelenetet.”
A második világháború alatt Abbott és Costello a világ legnépszerűbb és legjobban fizetett sztárjai közé tartoztak. 1940 és 1956 között összesen 36 filmet készítettek, és mindegyik után részesedést kaptak a nyereségből. 1941 és 1951 között minden évben bekerültek a tíz legnagyobb kasszasiker-sztár közé, 1942-ben pedig az első helyen végeztek. A saját rádióműsoruk (The Abbott and Costello Show) is futott a '40-es években, előbb az NBC-n 1942 és 1947 között, majd az ABC-n 1947-től 1949-ig. Egy 35 napos turnéjuk során, 1942 nyarán, 85 millió dollár értékben adtak el háborús kötvényeket. Az 1950-es években bevezették humorukat az élő televíziózás világába is a The Colgate Comedy Hour című műsorban, majd saját félórás, előre felvett sorozatuk is indult The Abbott and Costello Show címmel, amely 1952 és 1954 között futott.
Abbott és Costello kapcsolatát megterhelték az egók és a fizetési viták. A burleszk-időszakban a bevételeiket 60/40 arányban osztották meg Abbott javára, mivel a komoly partnert mindig a csapat értékesebb tagjának tartották. Később ezt 50/50-re módosították, ám egy évvel a hollywoodi karrierjük kezdete után Costello ragaszkodott ahhoz, hogy az arány 40/60-ra változzon az ő javára. Ez az arány a karrierjük végéig így is maradt. Costello azt is követelte, hogy a páros neve legyen „Costello és Abbott”, ám ezt az Universal elutasította, mivel a stúdió évek óta az „Abbott és Costello” márkanevet építette. Abbott elsőként feltüntetett neve a stáblistákon „állandó fagyos viszonyt” eredményezett a két partner között, írja Lou lánya, Chris Costello Lou's on First című életrajzában. Kapcsolatukat tovább rontotta Abbott alkoholfüggősége is, amelyet állítólag epilepsziás rohamainak megelőzése miatt alakított ki.
1945 közepén a komikusok már nem beszéltek egymással, miután Costello kirúgott egy bejárónőt, Abbott viszont – mivel nem volt semmi kifogása ellene – felvette őt. Costello 1958-ban így emlékezett vissza: „Átment dolgozni Abbottékhoz. Elmagyaráztam Budnak, miért bocsátottam el, és megkértem, hogy ő is küldje el, de nem tette meg.” Ezután Costello csak munka közben volt hajlandó beszélni Abbott-tal. 1946-ban a páros népszerűsége visszaesett, és kiestek a Top 10 mozibevételes sztár közül. A stúdió – Costello beleegyezésével – két filmben külön szerepeltette őket, eltérő karakterekben: Little Giant és Abbott és Costello és a szellemek. „Budnak ez egyáltalán nem tetszett,” mesélte Abbott unokaöccse, Norman Abbott. „Úgy érezte, Lou másfajta komikusként akar továbbmenni, és hogy nem akar már csapatban dolgozni. Így aztán a szerepeket is ennek megfelelően írták, és ez nem működött.” Abbott végül a személyes feszültséget úgy próbálta feloldani, hogy azt javasolta: az általuk közösen tervezett jótékonysági központ, amely hátrányos helyzetű gyerekeket segített volna, Costello kisfiáról kapja a nevét, a gyermek ugyanis még első születésnapja előtt vízbe fulladt. A Lou Costello Jr. Youth Foundation 1947-ben nyílt meg Los Angelesben, és azóta is működik.
A duó népszerűsége az 1950-es évek közepére megcsappant, és az adóhatóság jelentős összegű elmaradt adót követelt tőlük, ami arra kényszerítette őket (mindketten költekezők és szenvedélyes szerencsejátékosok voltak), hogy eladják vagyonuk nagy részét, beleértve számos filmjük jogait is. Amikor 1954-ben lejárt a Universal stúdióval kötött hosszú távú szerződésük, több pénzt követeltek, mint amit a stúdió hajlandó volt fizetni, ezért 14 év után elbocsátották őket. 1956 novemberében Costello szerepelt a Ralph Edwards által készített This Is Your Life című televíziós műsorban. Egy hónappal később a duó fellépett Las Vegasban, a műsor azonban kudarcba fulladt. A szemtanúk eltérően számolnak be arról, pontosan mi történt (az egyik verzió szerint Costello részegen kivezette Abbottot a színpadról), de abban megegyeznek, hogy Abbott időzítése érezhetően lelassult, ami Costello poénjait is megakasztotta, és kínos helyzetbe hozta őt.
Abbott és Costello 1957-ben váltak szét, nem sokkal azelőtt, hogy Costello fellépett Steve Allen varietéműsorában. Ezután Costello egyedül szerepelt több televíziós műsorban, köztük Steve Allen show-jában, és egy filmet is készített: A Candy Rock-i 30 láb magas menyasszony, amelyet halála után, 1959-ben mutattak be. Costello 1959. március 3-án hunyt el.
Az 1950-es évek végén Abbott komoly anyagi nehézségekkel szembesült, amikor az adóhatóság elutasított 500 000 dollárnyi adókedvezményt, ami arra kényszerítette, hogy eladja az otthonát, és félig visszavonult állapotából újra munkát vállaljon.
1960-ban Abbott új partnerrel, Candy Candidoval kezdett fellépni, és a produkció kedvező kritikákat kapott. Abbott azonban hamar felhagyott vele, megjegyezve: „Senki sem érhet Lou nyomába.” A következő évben egy komoly szerepben tűnt fel a General Electric Theater egyik televíziós epizódjában, amelynek címe The Joke's on Me volt. 1962-ben Jack Lescoulie készített vele interjút az NBC számára, egy nosztalgikus visszatekintés keretében. Ugyanebben az évben felmerült, hogy Abbott egy rövid cameoszerepet kap Stanley Kramer vígjátékában, az Bolond, bolond, bolond világban, de ez nem valósult meg.
1964-ben Abbott agyvérzést kapott és a Motion Picture Country Home intézményében lábadozott. A következő évben felvétel készült róla a Frankie és Johnny című film forgatásán, ahol Barbara Stanwyck, Frank Sinatra és más hírességek is jelen voltak, amikor Elvis Presley 50 000 dollárt adományozott a Motion Picture Relief Fundnak a 40 millió dolláros építési és alapítványi kampány támogatására. 1967-ben Abbott saját magát szinkronizálta a The Abbott and Costello Cartoon Show című Hanna-Barbera rajzfilmsorozatban. Lou Costello hangját Stan Irwin kölcsönözte.

## Magánélete

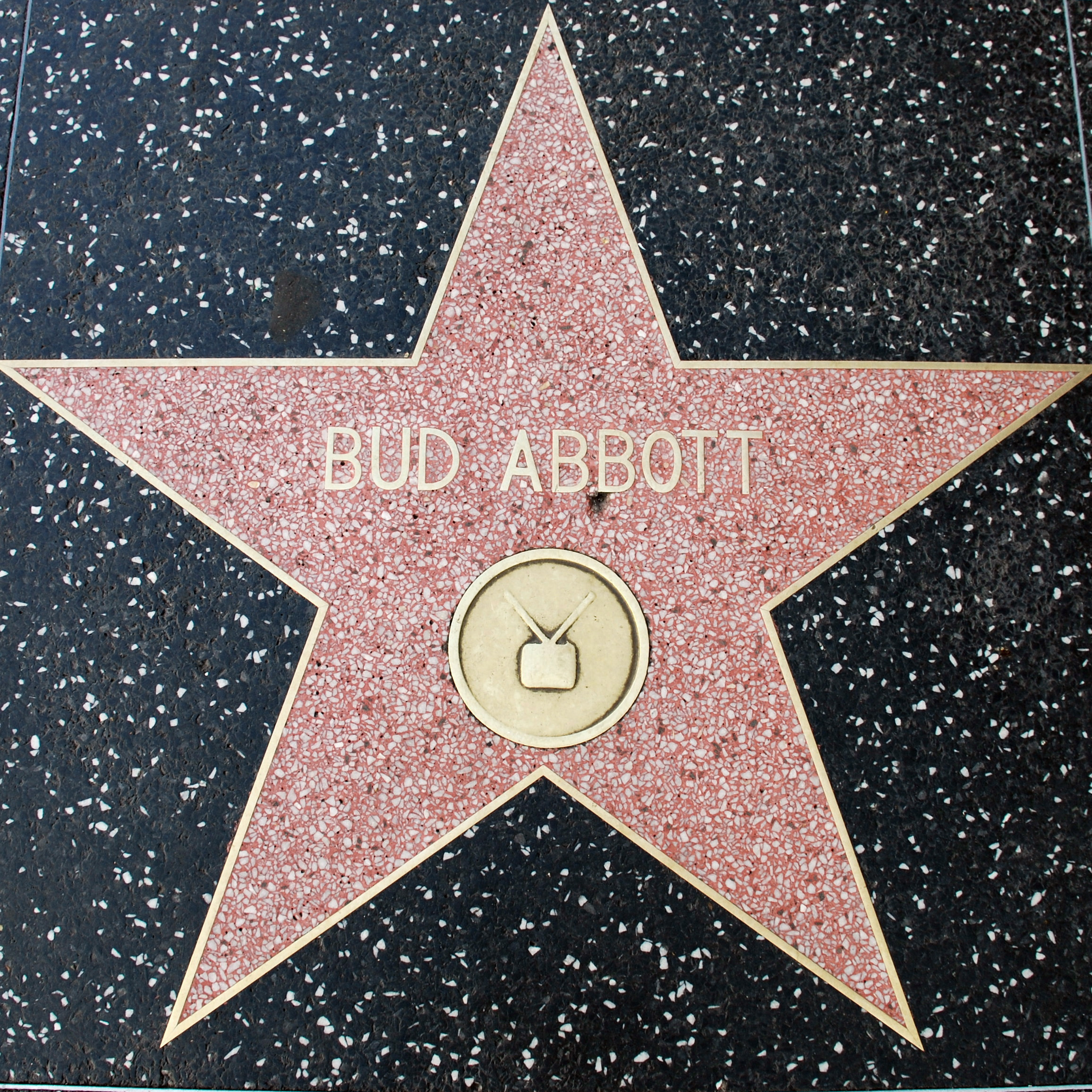
Abbott televíziós munkásságáért kapott csillaga a Hollywoodi hírességek sétányán

1926 körül kezdett epilepsziában szenvedni. Bud és Betty Abbott 55 évig voltak házasok. Két gyermeket fogadtak örökbe: Bud Jr.-t (1939. augusztus 23. – 1997. január 19.) és Rae Victoria "Vickie"-t (1942. március 27. – 2021. április 28.).
Norman és Betty Abbott, Bud nővére, Olive gyermekei, Hollywoodban kezdték pályafutásukat az Abbott és Costello-filmek háttérmunkálatain. Betty Blake Edwards állandó szkriptfelügyelője lett, Norman pedig számos televíziós sorozat epizódját rendezte, többek között a Leave It to Beaver, a The Jack Benny Program, Sanford and Son és Welcome Back, Kotter című műsorokat.
Bud Abbott három csillagot kapott a Hollywoodi hírességek sétányán: a rádiós csillag a 6333 Hollywood Boulevard címen, a filmes csillag az 1611 Vine Streeten, a televíziós csillag pedig a 6740 Hollywood Boulevardon található.
Abbott szabadkőműves volt a michigani Daylight Lodge No. 525 páholy tagjaként.

## Halála
76 éves korában, 1974. április 24-én hunyt el rákban, otthonában, a Los Angeles-i Woodland Hillsben. Hamvasztását a Grandview krematóriumban végezték, Glendale-ben, majd hamvait Santa Monicatól három mérföldre, a Csendes-óceánba szórták. Özvegye, Betty, 1981. szeptember 12-én halt meg.

## Filmográfia

### Film
| Év   | Magyar cím                                            | Eredeti cím                                            | Szerep                       | Magyar hang      |
| ---- | ----------------------------------------------------- | ------------------------------------------------------ | ---------------------------- | ---------------- |
| 1940 |                                                       | One Night in the Tropics                               | Abbott                       |                  |
| 1941 | Újoncok                                               | Buck Privates                                          | Slicker Smith                |                  |
| 1941 |                                                       | In the Navy                                            | Smoky Adams                  |                  |
| 1941 | Szellemeknek áll a világ                              | Hold That Ghost                                        | Chuck Murray                 |                  |
| 1941 |                                                       | Keep 'Em Flying                                        | Blackie Benson               |                  |
| 1941 |                                                       | Meet the People                                        | önmaga                       |                  |
| 1942 |                                                       | Ride 'Em Cowboy                                        | Duke                         |                  |
| 1942 |                                                       | Rio Rita                                               | Doc                          |                  |
| 1942 |                                                       | Pardon My Sarong                                       | Algy Shaw                    |                  |
| 1942 | Abbott és Costello nyomoznak                          | Who Done It?                                           | Chick Larkin                 |                  |
| 1942 |                                                       | Picture People No. 10: Hollywood at Home               | önmaga                       |                  |
| 1943 |                                                       | It Ain't Hay                                           | Grover Mickridge             |                  |
| 1943 | A jég hátán is megélünk                               | Hit the Ice                                            | Flash Fulton                 |                  |
| 1944 |                                                       | In Society                                             | Eddie Harrington             |                  |
| 1944 | Elveszett a háremben                                  | Lost in a Harem                                        | Peter Johnson                |                  |
| 1945 |                                                       | Here Come the Co-Eds                                   | Slats McCarthy               |                  |
| 1945 |                                                       | The Naughty Nineties                                   | Dexter Broadhurst            |                  |
| 1945 | Abbott és Costello Hollywoodban                       | Abbott and Costello in Hollywood                       | Buzz Kurtis                  |                  |
| 1946 |                                                       | Little Giant                                           | John Morrison / Tom Chandler |                  |
| 1946 | Abbott és Costello és a szellemek                     | The Time of Their Lives                                | Cuthbert / Dr. Greenway      |                  |
| 1947 |                                                       | Buck Privates Come Home                                | Slicker Smith                |                  |
| 1947 |                                                       | The Wistful Widow of Wagon Gap                         | Duke Egan                    |                  |
| 1948 |                                                       | The Noose Hangs High                                   | Ted Higgins                  |                  |
| 1948 | Bud Abbott és Lou Costello találkozik Frankensteinnel | Abbott and Costello Meet Frankenstein                  | Chick Young                  |                  |
| 1948 | Mexikói kalandos út                                   | Mexican Hayride                                        | Harry Lambert                | Tahi Tóth László |
| 1948 |                                                       | 10,000 Kids and a Cop                                  | önmaga                       |                  |
| 1949 | Gyémántvadászok                                       | Africa Screams                                         | Buzz Johnson                 | Tahi Tóth László |
| 1949 | Gyémántvadászok                                       | Africa Screams                                         | Buzz Johnson                 | Forgács Gábor    |
| 1949 | Abbott és Costello találkozik a gyilkossal            | Abbott and Costello Meet the Killer, Boris Karloff     | Casey Edwards                |                  |
| 1949 |                                                       | Screen Snapshots: Motion Picture Mothers, Inc          | önmaga                       |                  |
| 1950 | Abbott és Costello az idegenlégióban                  | Abbott and Costello in the Foreign Legion              | Bud Jones                    |                  |
| 1951 |                                                       | Abbott and Costello Meet the Invisible Man             | Bud Alexander                |                  |
| 1951 |                                                       | Comin' Round the Mountain                              | Al Stewart                   |                  |
| 1952 | Jack és a paszulyszár                                 | Jack and the Beanstalk                                 | Mr. Dinklepuss               | Melis Gábor      |
| 1952 | Jack és a paszulyszár                                 | Jack and the Beanstalk                                 | Mr. Dinklepuss               | Tarján Péter     |
| 1952 | Jack és a paszulyszár                                 | Jack and the Beanstalk                                 | Mr. Dinklepuss               | Kárpáti Tibor    |
| 1952 |                                                       | Lost in Alaska                                         | Tom Watson                   |                  |
| 1952 |                                                       | Abbott and Costello Meet Captain Kidd                  | Rocky Stonebridge            |                  |
| 1952 |                                                       | News of the Day                                        | önmaga                       |                  |
| 1953 | Abbott és Costello a Marsra megy                      | Abbott and Costello Go to Mars                         | Lester                       |                  |
| 1953 | Hódítók a Marsról                                     | Abbott and Costello Meet Dr. Jekyll and Mr. Hyde       | Slim                         |                  |
| 1954 |                                                       | Screen Snapshots Series 33, No. 10: Hollywood Grows Up | önmaga                       |                  |
| 1955 |                                                       | Abbott and Costello Meet the Keystone Kops             | Harry Pierce                 |                  |
| 1955 | Abbott és Costello találkozik a múmiával              | Abbott and Costello Meet the Mummy                     | Pete Patterson/Abbott        |                  |
| 1956 |                                                       | Dance with Me, Henry'                                  | Bud Flick                    |                  |

### Televízió
| Év        | Eredeti cím                                 | Szerep          | Megjegyzések |
| --------- | ------------------------------------------- | --------------- | ------------ |
| 1951–1954 | The Colgate Comedy Hour                     | önmaga          | műsorvezető  |
| 1952–1954 | The Abbott and Costello Show                | Bud Abbott      | 52 epizód    |
| 1955      | Toast of the Town                           | önmaga          | 1 epizód     |
| 1956      | This Is Your Life                           | önmaga          | 1 epizód     |
| 1961      | General Electric Theater                    | Ernie Kauffman  | 1 epizód     |
| 1967–1968 | The Abbott and Costello Cartoon Show Abbott | Abbott (hangja) | 39 epizód    |

## További információ
- Bud Abbott a PORT.hu-n (magyarul)
- Bud Abbott az Internetes Szinkronadatbázisban (magyarul)
- Bud Abbott az Internet Movie Database-ben (angolul)
- Bud Abbott a Rotten Tomatoeson (angolul)